# HD 61005
HD 61005 är en ensam stjärna belägen i den mellersta delen av stjärnbilden Akterskeppet. Den har en skenbar magnitud av ca 8,22 och kräver ett mindre teleskop för att kunna observeras. Baserat på parallaxmätning inom Hipparcosuppdraget på ca 28,3 mas, beräknas den befinna sig på ett avstånd på ca 115 ljusår (ca 35 parsek) från solen. Den rör sig bort från solen med en heliocentrisk radialhastighet på ca 23 km/s. Stjärnan rör sig över himlavalvet med en hastighet av 27,4 km/s i förhållande till solen.
HD 61005 har en tillhörande ackretionsskiva som har hjälpt astronomer att förstå processen med planetbildning. Stoftskivans partikelstorlek och asymmetriska form har tvingat fram en omvärdering av traditionella modeller av planetbildning.

## Egenskaper
HD 61005 är en gul till vit stjärna i huvudserien av spektralklass G8 Vk. Den har en radie som är ca 0,83 solradier och har ca 0,62 gånger solens utstrålning av energi från dess fotosfär vid en effektiv temperatur av ca 5 500 K.
HD 61005 är mycket yngre än solen och bara 135 miljoner år gammal, en extremt låg ålder för stjärnor. Som sådan har stjärnan en protoplanetär skiva - ackumuleringen av  en blandning av gas/stoft-material - som bildar ett planetsystem. Stjärnan ligger i den lokala bubblan - en region med låg koncentration av stoftmoln.

### Protoplanetär skiva

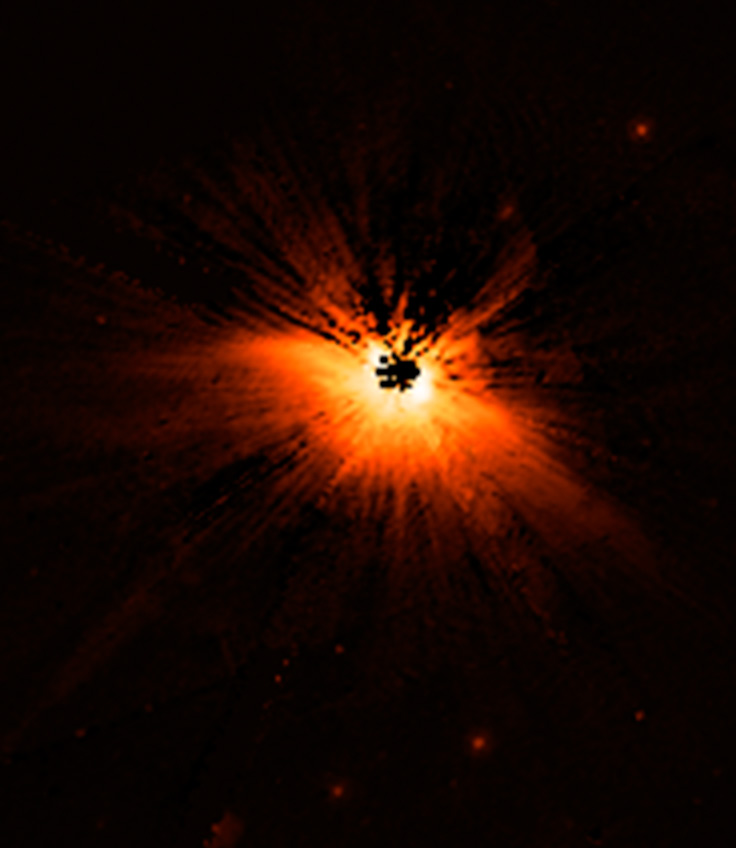
Stoftskiva kring HD 61005.

År 2007 tillkännagav ett team av astronomer upptäckten av den protoplanetära skivan kring HD 61005. Skivan har en ovanlig form, vilket kan bero på påverkan av de täta regionerna i det interstellära mediet. Forskarna anser också att passagen genom dessa områden kan påverka atmosfären på planeter som bildas. Skivans diameter och morfologi liknar en fjärilsform, så det var lämpligt för det informella namnet. Analys av data bekräftade dock inte närvaron av några planeter i systemet.